# 奥ゆり
奥 ゆり（おく ゆり、1986年11月2日 - ）は、日本のモデル、タレント。本名、奥村 友梨（おくむら ゆり）。主に中京圏で活動している。本名で活動していた時期があった。
愛知県名古屋市出身。元アリス・イン・ワンダーランド所属。現セントラルジャパン所属。

## 人物
本職はファッションモデルだが、それ以外にもタレント活動も本格化。
名古屋市立東丘小学校、名古屋市立東陵中学校、愛知工業大学名電高等学校を経て、2009年3月、東海学園大学を卒業。大学在学中、中京テレビのローカルバラエティ番組、『TA☆RO』にTA☆ROガールズとして出演していたほか、2008年5月25日からは東海テレビ放送制作分の『DREAM競馬』→『競馬beat』アシスタントを務めた。
- 当時の中日スポーツでは「新アシスタントに女子大生」と紹介された。
- 同番組司会へのローカルタレント起用は水野麗奈（関西テレビ放送制作）以来。
- 2009年3月29日は、中京競馬場でGI高松宮記念の開催があり、『BSフジ競馬中継』でも東海テレビの『DREAM競馬』が同時放送されたため、実質的に全国デビューとなった。

中京競馬場が工事に入ったため、競馬番組の仕事は2009年度いっぱいで一区切りとなり、以後スポーツ関係の仕事は2010年のJリーグ1部を制した名古屋グランパスエイト関連の番組での司会となる。サッカー関連の下級資格をもっている。
愛工大名電高時代の同級生に、舞台女優としても活動するエンターテイメントユニット「寿星」のメンバーだった近藤恵理がいる。また韓国作品の鑑賞にもこっている。

## 活動歴

### モデル
ショー出演多数
本人は毎回オーディションを受けていることをブログで明かしている。出演内容については本人のブログを参照。

### テレビ出演
- TA☆RO（中京テレビ放送、時期不明 - 2008年6月番組終了）
- しりたい嬢（メ〜テレ、時期不明 - ）
- どですか!（メ〜テレ、2008年ごろ - 降板時期不明）
- DREAM競馬→競馬beat（東海テレビ放送、2008年5月 - 2010年3月）
- おとなの教室 ファッション関係ネタで本職活動（CBC・TBS、2009年）
- グランパスSTADIUM!（CATVひまわりネットワーク、2010年4月 - ）
- サタあはっ! リポーター（メ〜テレ、2010年4月 - 2011年3月）
- シネマ倶楽部〜映画を観に行こう〜 MC（CATVCACチャンネル、時期不明 - ）
- ぎふ・オンライン リポーター（岐阜放送テレビ、時期不明 - ）
- ぎふチャン情報FRESH! 中継（岐阜放送）
- NEWS5PLUS 中継（岐阜放送）
- 岐阜県政ほっとらいん（岐阜放送、岐阜県の県政番組）
- ゴゴスマ -GO GO!Smile!-（CBC、2013年4月 - 2014年3月28日、金曜日担当）

### 雑誌執筆
- UMAJIN（コラムを連載）